# Attila phoenicurus
Attila phoenicurus là một loài chim trong họ Tyrannidae.